# Ysceifiog
Ysceifiog est une localité du pays de Galles située dans le comté de Flint (Sir y Fflint).